# Sakubei Yamamoto
Sakubei Yamamoto (山本作兵衛, Yamamoto Sakubei, 17 mai 1892-19 décembre 1984) est un mineur, peintre et illustrateur autodidacte japonais. Il est un témoin important du développement de l'industrie minière japonaise, à la fin de l'ère Meiji (1868-1912) et au XXe siècle. 
En 2011, la collection de ses œuvres a été inscrite dans la liste internationale de la Mémoire du monde de l'UNESCO.

## Biographie
Sakubei Yamamoto est né le 17 mai 1892 ; il était le deuxième fils de Tarō et Shina Yamamoto. Son père travaillait dans les mines dans la région de Chikuho. À l'âge de 7 ou 8 ans, Sakubei a commencé à travailler comme galibot, en aidant son frère aîné à pousser des chariots de charbon de bois, mais il a fini l'école primaire. En 1906, à l'âge de 15 ans, il a commencé à travailler comme mineur dans la mine de Sannai sur le territoire de la préfecture de Fukuoka et il a travaillé cinquante ans dans dix-huit mines différentes. En 1955, il a pris sa retraite après la fermeture de la mine Ito dans la ville de Tagawa, mais il a continué à travailler comme veilleur de nuit dans le bureau principal de la succursale de la mine de Nagao dans Yugeta. Il est mort le 19 décembre 1984.

## Œuvre
Sakubei Yamamoto a montré un talent pour le dessin à l'école primaire. Au début de l'adolescence, il est entré en apprentissage chez un artiste à Fukuoka, mais, pour s'occuper de sa famille, il est retourné à la mine, et pendant près quarante ans, il n'a plus dessiné. 
En 1957, alors qu'il travaillait comme veilleur de nuit, il est revenu à la peinture, dans le style des dessins à l'encre suiboku-ga. Ses illustrations montrent la vie et le travail des mineurs japonais à partir de l'ère Meiji (1868-1912).
En 1961, les travaux de Yamamoto ont intéressé le directeur de la succursale de la mine de Tatsuo Nagao, qui a proposé leur publication, en collaboration avec d'autres mines. En raison de la crise, la publication n'a pas eu lieu. En 1963, son travail sur les mines de la période Meiji et de la période de Taishō, cependant, a été publié avec des fonds privés.
En novembre 1964, Yamamoto a préparé 23 cahiers de dessins d'enfants mineurs et les a remis aux bibliothèques publiques de Tagawa. En 1966, sur demande des bibliothèques, il a fait 260 travaux en couleur. Le travail de Yamamoto a été publié dans les albums La Vie dans les mines de charbon: une anthologie (1967) et Une Anthologie de Sakubei Yamamoto. Les collections de la mine Chikuho (1973).
En 2011, la collection d'œuvres d'art disponibles à la bibliothèque de la ville de Tagawa, soit 585 images, 6 magazines, 36 carnets de notes, ainsi que celles de la famille Yamamoto, dont 4 peintures et 59 magazines, a été placée dans la liste internationale de la Mémoire du monde de l'UNESCO.
Dans ses dessins et peintures, Yamamoto témoigne de la pénibilité du métier de mineur, de la vie sociale des hommes de la mine, leurs superstitions et luttes.